# Wiegersma
De familie Wiegersma is een geslacht van medici en kunstenaars met zijn wortels in de omgeving van Dokkum, Rinsumageest, Dantumawoude in de Nederlandse provincie Friesland.

## De voorgeschiedenis in Friesland
Jacob Wiegers Wiegersma (Bovenknijpe, 1815 - Boornbergum, 1883), zoon van Wieger Jacobs Wiegersma en Korneliske Kornelis de Jong, was naast onderwijzer ook vroed- en heelmeester. Zijn zoon Hendrik (1840-1887) was eveneens geneesheer.

## Bekendheid in Brabant
Hendriks zoon Jacob Hendrik Wiegersma (Surhuisterveen, 1863 - Zeist, 1931) verhuisde als jonge arts naar het Brabantse rivierdorp Lith, gelegen aan de Maas. Hij zou na zijn dood samen met zijn zoon model staan voor Tjerk van Taeke uit Antoon Coolens roman Dorp aan de rivier.
Wiegersma vestigde zich in een 17e-eeuws pand aan de Lithsedijk, waar hij zijn praktijk van huisarts runde. Uit zijn huwelijk met Elisabeth J.M. Blancke (1864-1903) werden negen kinderen geboren. Zijn oudste zoon Hendrik, over wie hierna meer, was net als zijn vader huisarts. Zoon Jacob (Jaap) werd antiquair te Utrecht, en Gerrit (Gerard) oogarts te Breda.
Na de dood van zijn eerste vrouw hertrouwde Jacob met Anna Catharina Daniels, dochter van een militair uit Nijmegen. Het huwelijk bleef kinderloos. Na de dood van zijn tweede vrouw in 1928 vestigde Jacob zich als arts te Heerewaarden, waar hij hertrouwde en drie jaar later begraven werd.
De bekendste Wiegersma was de medicus, expressionistisch schilder en schrijver Hendrik Wiegersma (1891-1969), die zich in 1917 als jonge arts in Deurne vestigde. In 1925 legde hij met zijn start als kunstschilder de basis voor een geslacht van kunstenaars. Wiegersma was gehuwd met Petronella J.A.M. Daniels (1892-1962) uit Nijmegen, nicht van een van zijn stiefmoeders. Zij kregen samen vijf zonen.
Wiegersma's oudste zoon Jaap werd net als zijn vader huisarts en verhuisde op latere leeftijd naar Engeland, waar hij in Cornwall een 'dynastie' van paardensportbeoefenaars stichtte. Hendriks tweede zoon Pieter Wiegersma (1920-2009) werd glazenier, kunstschilder, schrijver en ontwerper van tapijten en sieraden. De vierde zoon, Friso Wiegersma (1925-2006), had een carrière als decorschilder, kunstschilder en tekstdichter van zijn partner Wim Sonneveld. In 1999 verhuisde Pieter Wiegersma als laatste Wiegersma uit Deurne. Kunst speelt in de familie nog altijd een rol in de vorm van de galerie Wiegersma Fine Art, die voorheen gevestigd was in Deurne en Parijs en nu vanuit Brussel opereert.

## Internationale bekendheid
Een kleindochter van Jaap Wiegersma, Lucy Wiegersma, is een journaliste en amazone die op internationale toernooien successen boekt. Ze zou namens het Verenigd Koninkrijk meedoen op de Olympische Zomerspelen 2012, maar dat is er uiteindelijk niet van gekomen.